# Medaille für treue Dienste in den Grenztruppen der Deutschen Demokratischen Republik
| Medaille für treue Dienste der Grenztruppen der DDR |
| --------------------------------------------------- |
| Ordensschnalle – Silber                             |
| Avers Orden am Band und Revers                      |

Die Medaille für treue Dienste in den Grenztruppen der Deutschen Demokratischen Republik war eine staatliche Auszeichnung  der Deutschen Demokratischen Republik (DDR), welche am 25. Oktober 1977 gestiftet und in Form einer tragbaren Medaille verliehen wurde.

## Stufeneinteilung
Die Verleihung dieser Medaille erfolgte in vier Stufen. Diese waren:
- für 20-jährige Dienstzeit in Gold Stufe II mit aufgelegtem XX auf dem Bande
- für 15-jährige Dienstzeit in Gold
- für 10-jährige Dienstzeit in Silber
- für 5-jährige Dienstzeit in Bronze

Die oben gezeigten Interimspangen waren identisch mit denen der „Medaille für treue Dienste in der Nationalen Volksarmee“.
Ihre Verleihung erfolgte an alle Angehörigen der Grenztruppen für ehrliche, gewissenhafte und treue Pflichterfüllung, wobei bis 1. März 1957 auch zurückgelegte Dienstzeiten in diversen Polizeiorganen der DDR und/oder der Kasernierten Volkspolizei angerechnet wurden und zwar auch für den Fall, in dem bereits die Medaille für treue Dienste in der Kasernierten Volkspolizei verliehen worden war.

## Aussehen und Tragweise
Das Aussehen und die Tragweise der Medaille entsprechen bis auf ein winziges Detail in der Umschrift des Revers der Medaille für treue Dienste in der Zivilverteidigung der Deutschen Demokratischen Republik. Die bronzene, versilberte oder vergoldete Medaille mit einem Durchmesser von 35 mm zeigt auf ihrem Avers zwei wehende Fahnen, von denen die vordere die Staatsflagge der DDR und die dahinter liegende die rote Arbeiterfahne (Fahne der Arbeiterklasse) ist. Darunter sind die erhaben geprägten Buchstaben DDR zu lesen. Buchstabenfolge und Flaggen werden links und rechts von je einen kleinen dreiblättrigen Eichenblatt mit Eichel zur Hälfte umrahmt. Umschlossen wird die Symbolik von der Umschrift: FÜR TREUE DIENSTE (oben) und GRENZTRUPPEN (unten). Einziger Unterschied zur Goldenen Medaille für 15-jährige zur 20-jährige Dienstzeit besteht in der Miniaturauflage in Form eines doppelten XX (römisch für 20), welches auf dem Ordensband aufgelegt wird. Das Revers der Medaille zeigt dagegen das Staatswappen der DDR umgeben von der Umschrift: FÜR DEN SCHUTZ (oben) und DER ARBEITER UND BAUERN-MACHT (unten). Der Schriftzug selber ist wiederum von zwei unten gekreuzten nach oben hin offenen gebogenen Lorbeerzweigen umschlossen. Getragen wurde die Medaille an einer fünfeckigen pentagonalen hellgrün bezogenen Spange jeweils in der höchsten Stufe auf der linken oberen Brustseite. Der Saum des Ordensbandes wird von einem senkrecht verlaufenden 8 mm breiten schwarz-rot-goldenen Streifen gebildet. Bei der Verleihung der Silber- und/oder Goldstufe ist zusätzlich mittig ein 1,5 mm breiter silberner oder goldener Mittelstreifen eingewebt. Bei der Verleihung der Medaille für 20-jährige Dienstzeit ist zusätzlich das erwähnte 17 mm große goldene XX aufgelegt, welches sich auch auf der Interimsspange wiederfindet. Ansonsten entsprechen die Interimsspangen mit den Maßen 25 × 14 mm den Ordensbändern.